# Puszczykowo
Puszczykowo es una localidad polaca del distrito de Poznań, en el voivodato de Gran Polonia. Está situada a 12 km al sur de Poznań, y el término se encuentra rodeado por el Parque nacional de Wielkopolska.
Desde 1934 hasta 1954 fue una villa rural y a partir de 1978 fue incorporada a la capital de la región.
De acuerdo con el censo de 2015, la población era de 9.331 habitantes.

## Historia
La primera mención que se hizo de Puszczykowo data de 1387 como "Posczucowo".
Los edificios de hoy en día que forman la población datan del siglo XIX, y en 1856 se construyó la estación ferroviaria hacia Wroclaw. Durante el periodo de entreguerras se construyó un nuevo carril para descongestionar el tráfico férreo.
A partir de los años 50 empezó a navegar el crucero de vapor Janek Krasicki, el cual hacía la ruta entre Poznań y Puszczykowo a través del río Varta.
Entre 1968 y 1984 la localidad experimentó un boom inmobiliario, y durante los años 70 se construyó un hospital dirigido especialmente a los trabajadores de los ferrocarriles.

## Demografía
| Año  | Población |
| ---- | --------- |
| 2002 | 8.665     |
| 2003 | 8.761     |
| 2004 | 8.845     |
| 2005 | 8.884     |
| 2006 | 8.957     |
| 2007 | 9.044     |
| 2008 | 9.087     |
| 2015 | 9.331     |

## Celebridades
- Angelique Kerber